# Banu Barghawata

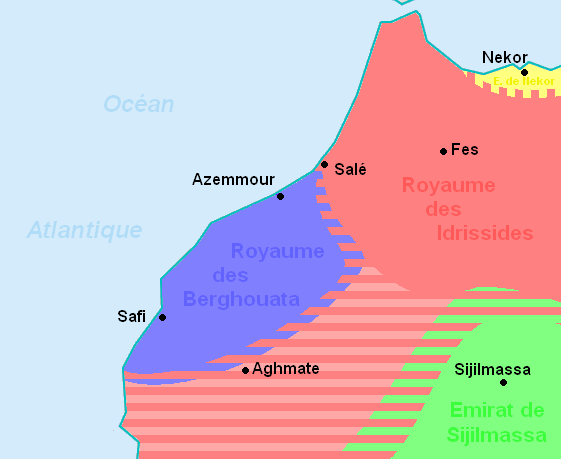
Territorio dei Barghawāṭa (Tāmasnā), in azzurro

I Barghawāṭa (in arabo بورغواطة‎?, Būrghwāṭa) furono una confederazione tribale berbera che radunava diverse tribù, principalmente dei Banu Masmuda, e che istituì un regno indipendente che si estendesse sulla regione di Tamasna tra il 744 e il 1058, sotto l'egida di Tarif al-Matghari.

## Etimologia
Alcuni storici ipotizzano che il termine "Barghawāṭa" sia una deformazione del termine "Barbat", che era un soprannome che Ṭārif portava all'epoca e che potrebbe essere collegato alla sua provenienza da Barbate, nelle vicinanze di Cadice (Spagna). Tuttavia altri storici, tra cui Jérôme Carcopino, pensa che il nome sia più antico e che si riallacci al nome Baquates che i Romani davano alla tribù che, fino al VII secolo, viveva presso Volubilis.

## Religione
Dopo la conversione all'Islam avvenuta sommariamente ai primi dell'VIII secolo, e alla Grande rivolta berbera di Maysara al-Matghari (739-742), i berberi dei Barghawāṭa dettero vita a un proprio dominio sulle coste dell'oceano Atlantico, tra Safi e Salé.
Il regno dei Barghawāṭa sviluppò una sua propria fede religiosa ispirata dall'Islam (forse influenzato dall'Ebraismo)con alcuni elementi sunniti, sciiti e pagani. Si crede che essi avessero un loro proprio Corano in lingua berbera, con solo 80 sure, sotto il regno di Ṣāliḥ b. Tarīf, che aveva partecipato alla Grande Rivolta di Maysara. Egli si proclamò profeta, quindi ultimo Mahdi e infine compagno di Gesù (ʿĪsā)

## Storia
Pochi dettagli sono noti sulla storia dei Barghawāṭa. La maggior parte delle fonti storiche sono in gran parte di epoca successiva ai loro regni e a volte presentano delle contraddizioni o confusioni. Una tradizione storica che appara più probabile delle altre risale alla metà del X secolo e viene da Cordova, in Spagna, il cui autore fu  Abū Ṣāliḥ Zammūr, ambasciatore dei Barghawāṭa presso il Califfato di Cordova. Questa tradizione è considerata come la più dettagliata sui Barghawāṭa e venne ripresa da al-Bakrī, ibn Ḥazm e Ibn Khaldūn, anche se le loro interpretazioni delle fonti sono diverse a causa alle loro diverse opinioni personali.
 
I Barghawāṭa  erano alleati del movimento dei Kharigiti. Dopo la sconfitta dei Kharigiti a Qayrawan nel 741, i Barghawāṭa si rifugiarono nel Maghreb al-Aqsa (attuale Marocco), fondando un proprio regno nella regione di Tāmasnā.
Il dominio dei Barghawāṭa su Tāmasnā durò più di tre secoli, tra il 744 e il 1058. Sotto la successione di Ṣāliḥ ibn Ṭārif,  Ilyās ibn Ṣāliḥ (842-888) e Abū Ghāfir Muḥammad (888-913), il potere del regno tribale venne consolidato e missioni diplomatiche vennero inviate regolarmente ai regni vicini. Inizialmente ebbero buone relazioni diplomatiche con il Califfato di Cordova. Due incursioni degli Omayyadi di Cordova e gli attacchi da parte dei Fatimidi compromisero la stabilità del regno Barghawāṭa. Dall'XI secolo iniziò anche un'intensa guerra con i Banu Ifran. 
Nonostante la posizione precaria dei Barghawāṭa nella seconda metà dell'XI secolo, essi furono in grado di difendersi coraggiosamente contro gli attacchi degli Almoravidi. Il leader spirituale degli Almoravidi, Ibn Yāsīn, venne ucciso proprio dai Barghawāṭa, in una battaglia avvenuta nel 1058. Solo nel 1149 i Barghawāṭa furono completamente sconfitti e sottomessi dall'almohade 'Abd al-Mu'min.

## Sovrani dei Barghawāṭa
- Ṭārif al-Matgharī
- Ṣāliḥ b. Ṭārif
- Ilyās ibn Ṣāliḥ
- Yūnus ibn Ilyās
- Abū Ghāfir Muḥammad
- Abū al-Anṣār ʿAbd Allāh
- Abū Manṣūr ʿĪsā